# Diagoonwoningen

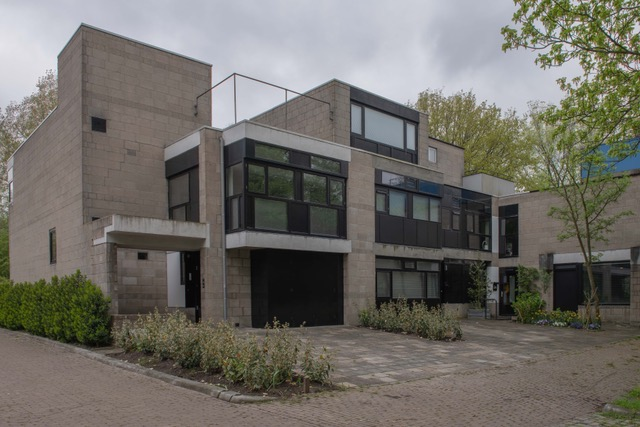
de Diagoonwoningen in Delft

De acht Diagoonwoningen in Delft zijn ontworpen door Herman Hertzberger in de jaren 1970-1971 in opdracht van de Stichting Experimentele Woningbouw. Deze experimentele woningen worden gerekend tot het structuralisme. Het oorspronkelijke ontwerp uit 1967-1969 was bedoeld om een woonwijk te ontwikkelen in de gemeente Vaassen in de provincie Gelderland.

## Architectuur
De Diagoonwoningen zijn een concrete uitwerking van het principe van scheiding van drager en inbouw. De muren zijn opgebouwd uit betonnen B2-blokken in schoon metselwerk, en balken en vloeren van gewapend beton. Programmatisch kenmerkend voor deze structuralistische opzet is de flexibiliteit in gebruik en de uitbreidbaarheid. 

## Stedenbouw
Het blokje van acht woningen representeert een stedenbouwkundig element dat in verschillende configuraties gerepeteerd kan worden. Dat levert een gevarieerde stedenbouwkundige ordening op die niet anoniem en uniform is. Door blokjes van woningen ten opzichte van elkaar te spiegelen wordt het traditionele onderscheid tussen een representatieve voorzijde aan de straat en een private achterkant met tuin teniet gedaan. De relatie tussen privaat territorium en openbare ruimte kan zo op verschillende manieren door de bewoners bepaald worden. 